# توماس چارلز
توماس چارلز (انگلیسی: Tomás Charles؛ زادهٔ ۱۲ ژوئن ۱۹۸۵) بازیکن فوتبال اهل آرژانتین است.
از باشگاه‌هایی که در آن بازی کرده‌است می‌توان به باشگاه اتلتیکو ایندپندینته اشاره کرد.